# Herb gminy Stromiec
Herb gminy Stromiec – jeden z symboli gminy Stromiec, autorstwa Pawła Dudzińskiego i Krzysztofa Skupieńskiego, ustanowiony 24 marca 2015.

## Wygląd i symbolika
Herb przedstawia na tarczy  w polu błękitnym dąb złoty z czarną majuskułą S wyciosaną na pniu.
Złoty dąb nawiązuje do nazwy miejscowej Stromiec pochodzącej od staropolskiego określenia drzewa i symbolizuje Puszczę Stromiecką, w której ten gatunek występuje najczęściej. Majuskuła S w XVIII w. stanowiła znak graniczny ciosany na pniach drzew Puszczy Stromieckiej. Błękitne pole tarczy symbolizuje rzeki – Pilicę, podkreślającą, że Stromiec leżał na Zapilczu, oraz Jordan, w którym patron stromieckiego kościoła św. Jan Chrzciciel ochrzcił Chrystusa.